# Astra Digital Radio
Pour les articles homonymes, voir Astra et ADR.

Logo Astra Digital Radio

Astra Digital Radio (ADR) est un système utilisé par l'entreprise SES pour les transmissions radio numériques sur les premiers satellites Astra, utilisant les fréquences de sous-porteuses audio des chaînes de télévision analogiques. 
Introduit en 1995, il y avait encore, en février 2008, 51 stations émettant dans ce format. L'ADR cesse d'être utilisé le 30 avril 2012 lorsque les émissions analogiques sur Astra 19,2 ° E prennent fin.

## Détails
Le format utilisait une sous-porteuse audio mono, qui était normalement allouée à une piste audio ou une station radio supplémentaire, ou à un canal d'une piste / station audio stéréo. La porteuse était modulée numériquement et transportait un signal codé MPEG-1 Layer II (MP2) échantillonné à 192 kbit / s, 48 kHz . 9,6 kbit / s étaient disponibles pour les données. 
Des récepteurs spéciaux étaient nécessaires pour écouter les stations ADR, bien que certains boîtiers satellites analogiques / numériques combinés et plus tard des boîtiers analogiques standard aient été équipés pour le décoder. 
L'ADR a été remplacé par le DVB-S, avec lequel il est incompatible, bien que tous deux soient transmis en MP2 et généralement aux mêmes débits. En conséquence, lorsque l'arrêt analogique final des satellites Astra 1 s'est produit, l'ADR est devenu obsolète. 
La majorité des chaînes diffusées en ADR étaient en langue allemande[citation nécessaire]. D'une certaine manière[Laquelle ?], le système est connu[Par qui ?] pour avoir remplacé le système Digitales Satellitenradio, datant des années 1980, qui utilisait un transpondeur satellite complet pour transporter 16 stations de radio codées NICAM, et qui a été interrompu en 1999. 

## Liste des radios
- DLF
- DKultur
- Deutsche Welle
- Bayerischer Rundfunk
  - Bayern 1
  - Bayern 2
  - Bayern 3
  - BR Klassik
  - B5 plus
- Hessischer Rundfunk
  - You FM
  - hr1
  - hr2
  - hr3
  - hr4
  - hr-info
  - hr1 plus
  - Hr-klassik
- Mitteldeutscher Rundfunk
  - MDR Figaro
  - Info MDR
  - MDR Jump
  - MDR Sputnik
- Norddeutscher Rundfunk
  - N-Joy
  - NDR 2
  - NDR Info
  - NDR Info Spezial
  - NDR Kultur
- Südwestrundfunk
  - DASDING
  - SWR1 BW
  - SWR1 RP
  - SWR2 BW
  - SWR2 RP
  - SWR3
  - SWR Cont.Ra
  - SWR4 BW
  - SWR4 RP
- Westdeutscher Rundfunk
  - COSMO (station de radio allemande)
  - WDR 2
  - WDR 3
  - WDR 4
  - WDR 5
  - 1LIVE
  - KIRAKA
  - VeRa
- Radio BOB
- Radio Bremen
  - Bremen Eins
  - Bremen Zwei
  - Bremen Vier
- Saarländischer Rundfunk
  - SR 1 Europawelle
- Rundfunk Berlin-Brandenburg
  - Antenne Brandenburg
  - radioBERLIN 88,8
  - Inforadio
  - Kulturradio
  - Fritz
  - radioeins
- Société suisse de radiodiffusion
  - Radio SRF 1
  - Radio SRF 2 Kultur
  - Radio SRF Musikwelle
  - Radio SRF Virus
  - La Première (Suisse)
  - Option Musique
  - Couleur 3
  - RSI Rete Uno
  - Radiotelevisiun Svizra Rumantscha